# Ikat

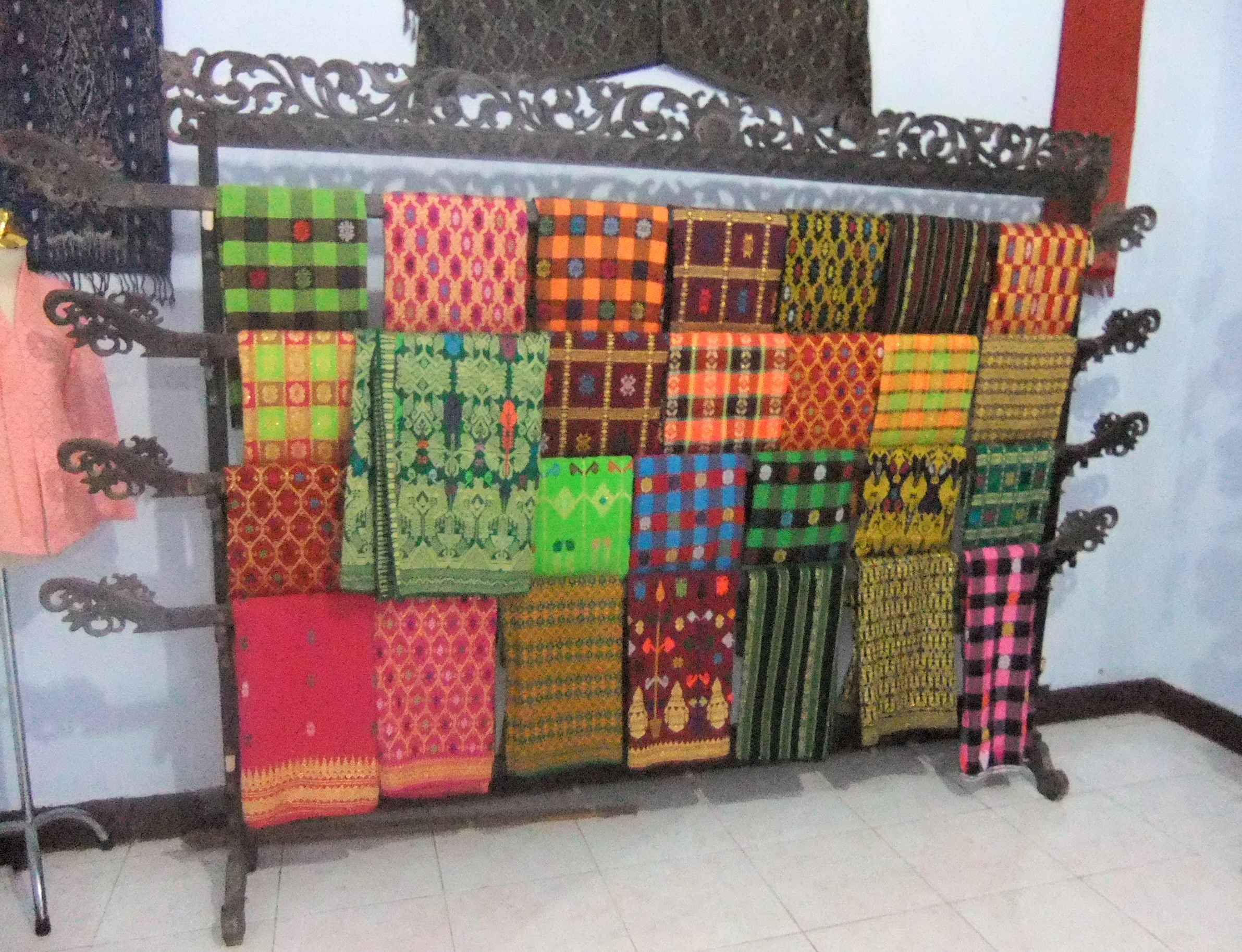
Diversos patrones ikat de Lombok, Indonesia.

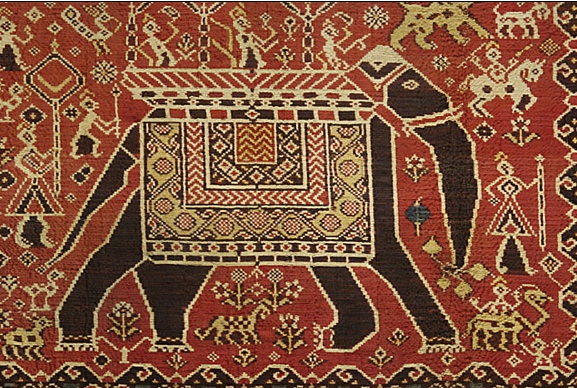
Detalle de un patola gujarati clásico de comienzos del. Colección textil LACMA.

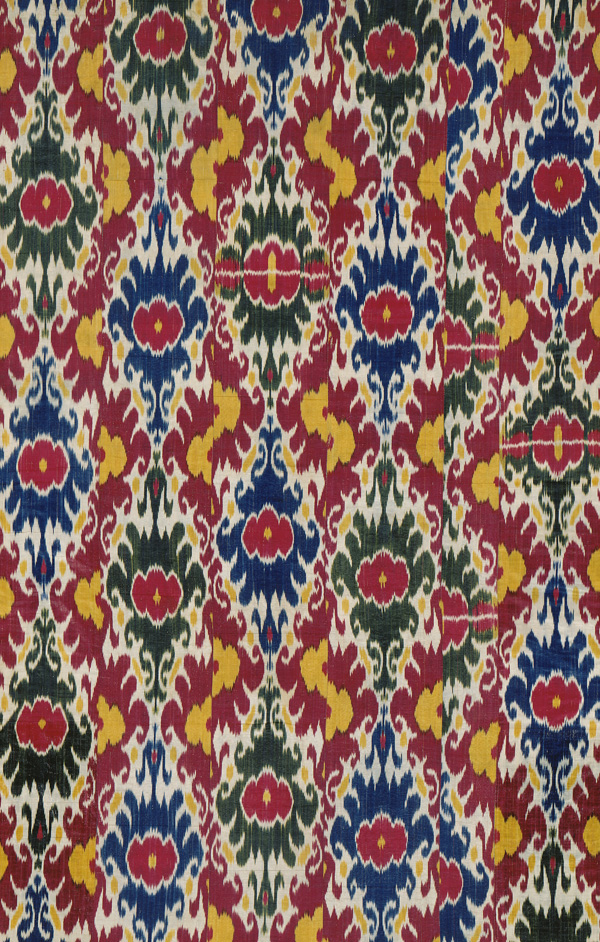
Ikat abr, en seda y algodón, mediados del, Uzbekistán. Colecciones del Smithsonian.

Ikat, o Ikkat, es una técnica de teñido que crea patrones sobre textiles mediante un proceso de técnica de teñido por reserva similar al tie-dye bien en las fibras de la urdimbre o en las fibras del contra hilo.
Previamente al proceso de teñido, se realizan ataduras resistentes a la penetración de la tintura sobre las hebras, con el objetivo de producir los patrones deseados durante el teñido. El cambio en la posición de las ataduras y el teñido con más de un color permiten producir patrones multicolores. Cuando se han completado todos los procesos de teñido, se quitan las ataduras y las hebras se encuentran listas para ser utilizadas en la fabricación de la tela.

## Características
La característica distintiva del ikat es el teñido de patrones mediante ataduras sobre las hebras antes de que se fabrique la tela. En el proceso de tie-dye, al contrario, la tela es producida primero y las ataduras resistentes al teñido son aplicadas sobre ésta cuando va a ser teñida.
En el ikat de urdimbre, los patrones son claramente visibles en los hilos de la urdimbre aún antes que los contrahilos de tonos uniformes se coloquen en el telar para producir la tela. En el ikat de contra hilo, son las fibras que se entrelazan o contra hilos los que poseen el patrón teñido, el cual sólo resulta evidente a la vista a medida que progresa la fabricación de la tela. En el ikat de contrahilo, el tejido de la tela se realiza de forma más lenta que en el ikat de urdimbre, ya que las pasadas de los contrahilos deben ser ajustadas con cuidado para mantener la claridad de los patrones.
En el ikat doble, tanto la urdimbre como el contra hilo son teñidos mediante un proceso de reserva antes de colocarlos en el telar. Tradicionalmente, y aún de uso muy común, se utiliza un telar de tipo cincha en la espalda, aunque es posible utilizar cualquier otra variante o incluso un telar moderno.

### Aplicación del Ikat en los productos
Este tipo de estampado es común verlo en la decoración de interiores y todo lo referente en textiles como cojines, pantallas para lámparas, cabeceros, bolsos, papel pintado y artículos de moda como bolsos, kimonos o carteras.

## América Latina

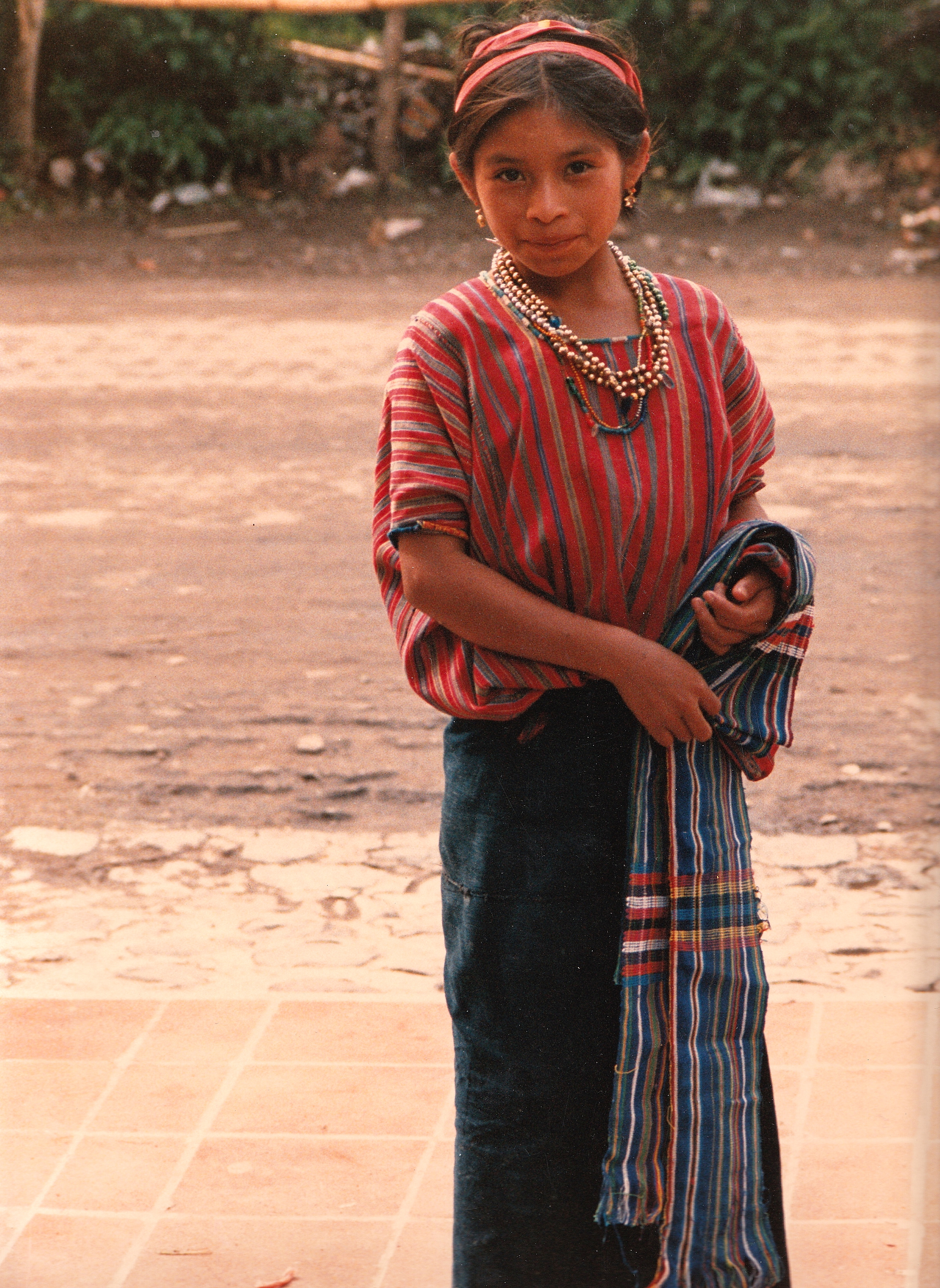
Joven guatemalteca en el Altiplano, vistiendo ropa ikat.

Los textiles latinoamericanos ikat (jaspe, como lo conocen los tejedores mayas) se tejen comúnmente en un telar de cintura. Los hilos de urdimbre preteñidos son un artículo común en los mercados tradicionales, lo que ahorra al tejedor mucho desorden, gastos, tiempo y trabajo.
Una innovación latinoamericana que también puede emplearse en otros lugares es emplear un palo redondo alrededor del cual se enrollan hilos de urdimbre en grupos, lo que permite un control más preciso del diseño deseado. El 'corte' es la típica falda cruzada que usan las mujeres guatemaltecas.